# Resolución 1527 del Consejo de Seguridad de las Naciones Unidas
La resolución 1527 del Consejo de Seguridad de las Naciones Unidas, aprobada por unanimidad el 4 de febrero de 2004, tras recordar resoluciones anteriores sobre la situación en Côte d'Ivoire (Costa de Marfil), en particular las resoluciones 1464 (2003), 1498 (2003) y 1514 (2003), prorrogó el mandato de la Misión de las Naciones Unidas en Côte d'Ivoire (MINUCI) hasta el 27 de febrero de 2004. 
El Consejo de Seguridad reafirmó su apoyo al Acuerdo de Linas-Marcoussis y su plena aplicación. Elogió a la Comunidad Económica de los Estados de África Occidental (CEDEAO) y a las fuerzas francesas por sus esfuerzos para promover una solución pacífica en Costa de Marfil, pero tomó nota de los desafíos existentes para la estabilidad del país.
En virtud del Capítulo VII de la Carta de las Naciones Unidas, se amplió el mandato de la MINUCI y se autorizó a las fuerzas de la CEDEAO y de Francia a operar en el país.  Mientras tanto, se pidió al Secretario General Kofi Annan que preparara el despliegue de una misión de mantenimiento de la paz en Costa de Marfil dentro de las cinco semanas siguientes a una decisión del Consejo. 